# Municipio de Anáhuac
El Municipio de Anáhuac es uno de los 51 municipios en que se encuentra dividido el estado mexicano de Nuevo León, su cabecera es la ciudad de Anáhuac, y se encuentra en el extremo norte del estado, siendo el único municipio del estado, que es fronterizo con los Estados Unidos.

## Geografía
El municipio de Anáhuac se encuentra localizado entre las coordenadas geográficas 27° 48' - 26° 51' de latitud norte y 99° 38' - 100° 26' de longitud oeste, su altitud se sitúa entre los 200 y 300 metros sobre el nivel mar. 
Tiene una extensión territorial de 4,121.60 kilómetros cuadrados que lo convierte en uno de los más extensos de Nuevo León.
Limita al sur con el municipio de Lampazos de Naranjo y con el municipio de Vallecillo; al noroeste y norte limita con el estado de Coahuila, en particular con el municipio de Juárez y con el municipio de Hidalgo, al este limita con el estado de Tamaulipas, con el municipio de Nuevo Laredo y con el municipio de Guerrero, y finalmente su extremo noreste limita con el estado de Texas en los Estados Unidos, correspondiendo el límite al Condado de Webb.

### Orografía e hidrografía
El terreno del municipio de Anáhuac es mayoritariamente plano y no tiene ninguna elevación de importancia, el sur y oeste del municipio están formados por una amplia llanura por la que discurre el río Salado, mientras que hacia el este y noroeste se encuentran una pequeña serie de ondulaciones del terreno o lomeríos, llamadas “Lomas del Chino”. Fisiográficamente la totalidad del municipio se encuentra en la Provincia Grandes Llanuras de Norteamérica y en la Subprovincia Llanuras de Coahuila y Nuevo León.
La hidrologría de Anáhuac se encuentra dominada por el río Salado que proveniente del estado de Coahuila cruza el municipio en sentido noroeste - sureste y continúa hacia Tamaulipas camino de su desembocadura en el río Bravo, y que debido a su aprovechamiento para el riego, convierte al municipio en uno de los mejor irrigados del estado; existe además el río Camarón que es afluente del Selado y numerosas corrientes que desembocan en el río Bravo, como el río El Carrizo, río Uña de Gato, río San Diego, río el Huizache y otros más. La mitad suroeste del municipio pertenece a la Cuenca Mar Falcón - Río Salado, mientras que la mitad noreste a la Cuenca Río Bravo - Nuevo Laredo, ambas de la Región hidrológica Bravo-Conchos.

### Clima y ecosistemas
La totalidad del municipio registra un clima calificado como Seco muy cálido y cálido, la temperatura promedio anual es superior a los 20 °C, la precipitación promedio anual en la mayor parte del municipio es de 400 a 500 mm, solo en un pequeño sector del sureste es de 500 a 600 mm.
La vegetación del municipio de Anáhuac está mayoritariamente formada por pastizal y matorral, entre las principales especies que se pueden encontrar están mezquite, huizache, gobernadora y lechuguilla, sin embargo, debido a los sistemas de irrigación gran parte de los terrenos adyacentes al río Salado son dedicados a una intensa agricultura de riego; y entre las principales especies de fauna están venado cola blanca, jabalí, tejón, gato montés, mapache, zorrillo, coyote, liebre, conejo, tlacayote, tlacuache, armadillo, aguililla, gavilán, tecolote, paloma ala blanca, halcón y codorniz.
| Mapas geográficos de Anáhuac |        |
|                              |        |
| Relieve e hidrología         | Climas |

## Demografía
De acuerdo con los resultados del Conteo de Población y Vivienda realizado en 2005 por el Instituto Nacional de Estadística y Geografía, el municipio de Anáhuac está poblado por un total de 17.983 personas, de las cuales 8991 son hombres y 8992 son mujeres; por tanto el índice de población masculina es del 50,0%, la tasa de crecimiento poblacional anual de 2000 a 2005 ha sido negativa, del -0,5%, el 32,0% de los pobladores son menores de quince años de edad, mientras que entre esa edad y los 64 años se encuentra el 60,3% de la población, el 89,6% de los habitantes residen en localidades de más de 2,500 habitantes y por tanto consideras urbanas y el 0,3% de los habitantes mayores de cinco años de edad son hablantes de alguna lengua indígena.

Principales localidades

### Localidades
El municipio de Anáhuac tiene un total de 795 localidades, las principales y su población en 2005 son las que siguen:
| Localidad       | Población |
| Total Municipio | 17,983    |
| Anáhuac         | 16.118    |
| Colombia        | 469       |
| Nuevo Anáhuac   | 105       |
| Nuevo Rodríguez | 93        |

## Política
El municipio de Anáhuac fue creado el 29 de mayo de 1935 por un decreto del Congreso de Nuevo León. Su gobierno le corresponde al Ayuntamiento, que está conformado por el presidente municipal, dos síndicos y el cabildo integrado por un total de ocho regidores, seis de los cuales son electos mediante mayoría y dos por el principio de representación proporcional, todos son electos mediante voto universal, directo y secreto para un periodo de tres años que no son renovables para el periodo inmediato pero si de forma no continua. Todos entran a ejercer su cargo el día 1 de noviembre del año de su elección.

### Representación legislativa
Para la elección de diputados locales al Congreso de Nuevo León y de diputados federales a la Cámara de Diputados, el municipio de Anáhuac se encuentra integrado en los siguientes distritos electorales:
Local:
- XXI Distrito Electoral Local de Nuevo León con cabecera en Sabinas Hidalgo.[15]

Federal:
- Distrito electoral federal 12 de Nuevo León con cabecera en la ciudad de Cadereyta Jiménez.[16]

### Presidentes municipales
- (1997 - 2000): Mucio Mauricio Gallegos
- (2000 - 2003): José Gerardo Montemayor Garza
- (2003 - 2006): Mucio Mauricio Gallegos
- (2006 - 2009): Desiderio Urteaga Ortegón
- (2009 - 2012): Santos Javier Garza García
- (2012 - 2015): Desiderio Urteaga Ortegón
- (2015 - 2018): Juan Manuel Morton González